# 江澤民訪港
江澤民訪問香港是指中共中央總書記、國家主席、中央軍委主席江澤民任內曾經四次訪問香港，分別在1997年、1998年、2001年和2002年。
江澤民第一次訪問香港是在1997年6月，與國務院總理李鵬、中央軍委副主席張萬年、副總理兼外長錢其琛等人一起見證香港主權移交。
江澤民第二次訪問香港是在1998年6月，出席慶祝香港回歸一周年慶典活動，期間又與副總理兼外長錢其琛及香港行政長官董建華等人主持赤臘角香港國際機場的揭幕儀式。
江澤民第三次訪問香港是在2001年5月，出席在香港舉行的「財富全球論壇」。
江澤民第四次訪問香港是在2002年6月，出席慶祝香港回歸五周年慶典活動暨第二屆香港特別行政區政府就職典禮。